# Gomez Suarez de Figueroa y Cordoba
 (septembre 2018).
Pour les articles homonymes, voir feria (homonymie).
Gómez IV Suárez de Figueroa y Córdoba, est un général et diplomate espagnol, né à Montilla le 30 décembre 1587, mort à Munich le 11 janvier 1634.
Il est le 3e duc de Feria et le 2e marquis de Villalba de 1607 à sa mort en 1634.

## Filiation
Il est le fils des troisièmes noces de Lorenzo IV Suárez de Figueroa y Córdoba avec Isabelle de Mendoza. On a le schéma généalogique suivant (à partir des noces entre Catalina Fernandez de Cordoba et Lorenzo III Suarez de Figueroa, tous les personnages mentionnés sont en lignée mâle des Suárez de Figueroa ; mais certains gardent le nom de Fernández de Córdoba, ou portent le nom de Figueroa Córdoba) : 
- Famille Fernández de Córdoba  : Pedro Fernandez de Cordoba (1470-1517) (en), 1er marquis de Priego, marié à Elvira Enriquez, fille d'Enrique Enriquez, seigneur d'Orce, d'où leur fille aînée : 
  - Catalina Fernandez de Cordoba y Enriquez (1495-1569) (es), 2e marquise de Priego, dame d'Aguilar, épouse en 1518 de Lorenzo III Suarez de Figueroa (1505-1528) (es) (es ; Aldeanueva de Figueroa), 3e comte de Feria, dont trois fils : 
    - Pedro Ier Fernandez de Cordoba y Figueroa (1518-1552) (es), époux d'Ana de La Cruz Ponce de León, fille du Duc d'Arcos (es) Rodrigo Ponce de León (es) (Arcos), et père de : 
      - Catalina Fernández de Córdoba y Ponce de León (es), 3e marquise de Priego, épouse de son oncle Alfonso († 1589) ci-dessous

    - Gomez III Suarez de Figueroa y Cordoba, 1er duc de Feria (ap. 1520 ?–1571) (en), père de :
      - Lorenzo IV Suarez de Figueroa y Cordoba y Dormer, 2e duc de Feria (1559–1607) (en), mari d'Isabelle de Mendoza, fille d'Inigo Lopez de Mendoza (en), 5e duc del Infantado, et père de : 
        - notre Gomez IV (1587-1634) : Postérité éteinte dès 1634 avec son jeune fils Lorenzo V Gaspar, voir ci-dessous

    - Alfonso Fernandez de Cordoba y Figueroa († 1589) (es), 1er marquis de Villafranca (es), marié à sa nièce Catalina Fernandez de Cordoba y Ponce de León (es) ci-dessus, d'où : 
      - Pedro II Fernández de Córdoba y Figueroa, 4e marquis de Priego et 2e marquis de Villafranca, 1er marquis de Montalban ; mari de Juana Enríquez de Ribera y Cortés de Zúñiga (fille de Fernando Enriquez de Ribera, 3e marquis de Tarifa et 2e duc de Alcalá de Los Gazules, et petite-fille de Hernan Cortés par sa mère, Juana Cortés de Zuñiga, fille du fameux conquistador), et père de : 
        - Alonso Fernández de Córdoba y Enríquez de Ribera (1588-1645) (es), 5e marquis de Priego, 3e marquis de Villafranca et 2e marquis de Montalban, 11e seigneur d'Aguilar, héritier en 1634 de son petit-fils (ci-après) Lorenzo Gaspar pour Feria (5e duc) (Villalba allant directement à son fils Luis Ignacio), marié à sa cousine germaine Juana Enríquez de Ribera, elle aussi arrière-petite-fille de Cortés car fille de Fernando Enríquez de Ribera y Cortés, 4e marquis de Tarifa, le propre frère d'autre Juana Enríquez, femme de Pedro II ci-dessus ; père entre autres enfants de : 
          - Ana Fernandez de Cordoba y Enriquez de Ribera (1608-1679) (es), femme de Gomez IV ci-dessus, d'où : 
            - Lorenzo V Gaspar Suárez de Figueroa y Córdoba (1629–1634), 4e duc de Feria et 3e marquis de Villalba

          - et Luis Ignacio (1623-1665), 6e marquis de Priego et 6e duc de Feria, 4e marquis de Villafranca, 4e marquis de Villalba et 4e marquis de Montalban, père de : 
            - Luis Mauricio (1650-1690) (es), 7e duc de Feria, 7e marquis de Priego, 5e marquis de Villafranca, 5e marquis de Villalba et 5e marquis de Montalban. En 1675, il épouse Feliche Maria de La Cerda (1657-1709) (es), héritière des duchés de Medinaceli, de Alcala de Los Gazules, de Segorbe, de Cardona et de Lerma ; des marquisats de Pallars (Sobira), de Comares, de Tarifa, de Denia et de Alcalá de la Alameda ; et du comté d'Ampurias etc.
              - Succession par leur fils Nicolás Fernández de Córdoba y de la Cerda (1682-1739) (es), duc de Medinaceli.

## Carrière
Il est ambassadeur spécial du roi d'Espagne à Rome en 1607 puis en France en 1610 comme porteur des condoléances du roi pour le décès du roi Henri IV. Il est ensuite membre du conseil de guerre et conseiller d'État en 1618, vice-roi de Valence puis gouverneur de Milan de 1618 à 1624. Il résiste à l'avance française dans le Monferrat lors de la succession de Mantoue.
Vice-roi de Catalogne en 1629, il retourne à Milan en tant que vice-roi pour diriger les opérations de l'armée espagnole en Allemagne contre les Suédois lors de la guerre de Trente Ans. Il est reconnu comme le grand duc de Feria pour son rôle lors de cette guerre.
Durant un séjour à Munich, il contracte des fièvres et meurt le 11 janvier 1634.

## Succession
De sa femme Ana de Fernandez de Cordoba ci-dessus, il a Lorenzo V Gaspar Suárez de Figueroa y Córdoba, 4e duc de Feria et 3e marquis de Villalba (1629–1634), qui meurt petit enfant peu après son père (cf. Gomez IV Suarez de Figueroa, 3e duc de Feria (1587-1634) (en) et (es)).

L'héritage passe au grand-père maternel de l'enfant, le 5e marquis de Priego (en) Alonso Fernández de Córdoba y Enríquez de Ribera (voir ci-dessus).